# Columbo: Teuflische Intelligenz
Teuflische Intelligenz (Originaltitel: Mind over Mayhem) ist eine erstmals im Rahmen der NBC-Sunday-Mystery-Movie-Serie gesendete Episode der Kriminalfilm-Reihe Columbo aus dem Jahr 1974. Die deutschsprachige Erstausstrahlung der sechsten Folge der dritten Staffel folgte erst 1992 auf RTL plus. Der US-amerikanische Schauspieler José Ferrer verkörpert als Forschungsleiter Dr. Marshall Cahill den Gegenspieler von Inspektor Columbo, dargestellt von Peter Falk.

## Handlung
Dr. Marshall Cahill ist Direktor eines staatlich geförderten kybernetischen Forschungsinstitutes. Sein Sohn Neil soll für seine Arbeiten als „Wissenschaftler des Jahres“ ausgezeichnet werden. Professor Howard Nicholson, einer von Cahills Mitarbeitern, hat jedoch herausgefunden, dass Neil die von ihm aufgestellte Theorie über molekulare Materie vom mittlerweile verstorbenen Chemiker Carl Finch gestohlen hat. Neil beansprucht die Ergebnisse für sich, um seinen dominanten und kaltherzigen Vater wohlwollend zu stimmen. Nicholson droht Cahill, den Betrug an die Öffentlichkeit zu bringen, wenn ihn Neil vor der Preisverleihung nicht freiwillig aufklärt. Cahill erarbeitet daraufhin einen Plan zur Beseitigung des unliebsamen Mitwissers. Er schickt Steve Spelberg, einen am Institut beschäftigten hochbegabten 13-jährigen Jungen, am Abend ins Kino, um sich mithilfe eines von diesem entwickelten Roboters ein Alibi zu verschaffen: Im Institut simulieren hochrangige Militärangehörige gemeinsam mit Wissenschaftlern eine globale kriegerische Auseinandersetzung; Cahill, der dabei gewöhnlich Befehle über eine Konsole aus einem separaten Arbeitsraum schickt, überträgt diese Aufgabe an den Roboter. Währenddessen fährt er mit dem Wagen seines Assistenten Ross zu Nicholsons Haus. Als er dort eintrifft, macht sich dessen junge Frau, die Psychologin Margaret, gerade auf den Weg zu einer nächtlichen Gruppentherapie. Er lockt seinen Kontrahenten, der seit einiger Zeit in einem eigenen Labor an genehmigten Experimenten mit Rauschgift arbeitet, auf die Einfahrt hinaus und überfährt ihn mit dem Wagen. Anschließend trägt er die Leiche in das Wohnzimmer und erweckt mit präparierten Spuren den Eindruck, ein Drogenabhängiger habe Nicholson überfallen und beraubt. Zuletzt nimmt er die Akte Finch mit den brisanten Aufzeichnungen zur Molekularmaterientheore an sich. Am Institut übernimmt Cahill wieder die Befehlseingabe vom Roboter. Nach Beendigung der Übung entdeckt er am Unfallfahrzeug eine Beule, die er mit einem selbst herbeigeführten Unfall vor Zeugen kaschiert.
Im Verlauf der Tatortbesichtigung am nächsten Tag bemerkt Inspektor Columbo unter anderem das Fehlen von Nicholsons Pfeife im zugehörigen Ständer sowie ein abgebranntes Streichholz im Aschenbecher. Darüber hinaus befinden sich Reste von Schuhcreme in größerer Höhe an der Wohnzimmertür. Nachdem die verwitwete Margaret einige Fragen beantwortet hat, erscheint Cahill. Er wird von Columbo mit Ungereimtheiten konfrontiert. So wurde Nicholson von seiner Frau zuletzt im Labor gesehen, wo auch das Rauschgift aufbewahrt wird, der Kampf zwischen Täter und Opfer ereignete sich aber offenbar im Haus. Auseinandergebrochene Teile der fehlenden Pfeife auf der Einfahrt legen die Vermutung nahe, der tote Körper könne nachträglich bewegt worden sein.
Im Institut begutachtet der Inspektor in Gegenwart des Automechanikers Murph den beschädigten Wagen. Er stellt fest, dass das Dienstfahrzeug kürzlich drei  Meilen gefahren ist, die nicht im Fahrtenbuch vermerkt sind. Derweil gerät Cahill in Streit mit seinem Sohn, weil sich dieser outen will und die Auszeichnung nicht entgegennehmen möchte. Columbo kommt dazu und bekräftigt seine Theorie von vorsätzlichem Mord. Ross wird herbeigerufen und gerät wegen seines fehlenden Alibis zunächst in Verdacht. Doch aufgrund der Lage der hochliegenden Schuhpastaspuren an der Wohnzimmertür komme der Assistent mit seiner geringen Körpergröße für das Tragen des Ermordeten nicht infrage. Cahill zeigt dem Inspektor den Computerraum und erklärt, er wäre dort zum Tatzeitpunkt mit dem Eingeben der Befehle für die Kriegssimulation beschäftigt gewesen. Später macht der Inspektor die Bekanntschaft von Spelberg, der ihm die Fähigkeiten des Roboters demonstriert.
Columbo kehrt an den Tatort zurück und stellt fest, dass eine wichtige Akte im Schrank fehlt. Durch Zufall ist Margaret dort ebenfalls auf der Suche nach geheimen Informationen, verweigert jedoch nähere Angaben mit Berufung auf ihre ärztliche Schweigepflicht. Beim nachfolgenden Verhör gibt Neil zu, ein Patient von Margaret und außerdem am Mordabend bei ihr gewesen zu sein. Er befürchtet, der Inspektor könne ihn daher für den Täter halten. Margaret ermutigt Neil, sein Schweigen zu brechen. Doch sein Vater besteht darauf, das Geheimnis nicht preiszugeben, damit er nicht in den Mordfall verwickelt wird. Unterdessen versucht Spelberg Columbo zu helfen, indem er dem Roboter die Auswertung der vorhandenen Indizien überträgt. Als Cahill einigen Offiziellen die Kriegssimulation vorführen möchte, scheint der Computer nicht mehr zu funktionieren. Im Kontrollraum betätigt MM-7 unsachgemäß die Konsole, während der Inspektor und Spelberg interessiert zuschauen. Der aufgebrachte Cahill schaltet den Roboter unverzüglich aus, womit zwei Tatsachen bewiesen sind: MM-7 kann den Simulator steuern und Cahill den Roboter bedienen. Sein Alibi hat somit keinen Wert mehr. Nach der Rückkehr von einer Dienstreise wird Cahill am nächsten Abend von Pressevertretern bedrängt. Neil habe während seiner Abwesenheit den Diebstahl geistigen Eigentums zugegeben. Daraufhin stellt Cahill seinen Sohn im Institut zur Rede. In Anwesenheit weiterer Polizeibeamter beschuldigt Columbo Neil mit vorgeschobenen Beweisen, ein Verhältnis mit Margaret zu haben, und lässt ihn wegen Mordes abführen. Bevor Cahill die Polizisten einholen kann, begegnet er dem Inspektor erneut im Flur und legt ein Geständnis ab. Das Streichholz im Aschenbecher habe ihn überführt, da Cahill als passionierter Zigarrenraucher bei seinem Besuch Nicholsons Feuerzeug nicht benutzt hat. Columbo versichert, Neil umgehend freizulassen. Er sei sicher, Cahill habe aus Liebe zu seinem Sohn gehandelt.

## Hintergrund
Das von Lee Montgomery dargestellte Wunderkind in der Episode namens Steve Spelberg ist eine persönliche Hommage von Peter Falk an Steven Spielberg, den Regisseur der ersten Columbo-Folge.
Der Roboter MM-7 spielte im Science-Fiction-Film Alarm im Weltall aus dem Jahr 1956 als Robby the Robot eine tragende Rolle und kam im weiteren Verlauf der US-amerikanischen Filmgeschichte wiederholt zum Einsatz, darunter in mehreren Episoden der Fernsehserien Twilight Zone und Verschollen zwischen fremden Welten. 2004 wurde er in die Robot Hall of Fame aufgenommen. Das Original befand sich über viele Jahre im Privatbesitz des Regisseurs William Malone und wurde am 22. November 2017 für etwa 5,3 Millionen US-Dollar beim Auktionshaus Bonhams verkauft. Es gehört damit zu den teuersten Filmrequisiten, die jemals versteigert worden sind.
Die Aufnahmen im Computerraum stammen aus Filmsets, die ursprünglich für den Film Andromeda – Tödlicher Staub aus dem All verwendet wurden.
Der englische Originaltitel kann frei übersetzt werden mit „Verstand besiegt Chaos“.

## Besetzung und Synchronisation
Die deutschsprachige Synchronfassung entstand im Jahr 1992 bei der Alster Studios Synchron unter der Dialogregie und nach einem Dialogbuch von Peter Kirchberger.
| Figur                  | Darsteller           | Deutscher Sprecher |
| ---------------------- | -------------------- | ------------------ |
| Lieutenant Columbo     | Peter Falk           | Claus Biederstaedt |
| Gaststars              |                      |                    |
| Dr. Marshall Cahill    | José Ferrer          | Günther Flesch     |
| Prof. Howard Nicholson | Lew Ayres            | Günter Lüdke       |
| Neil Cahill            | Robert Walker junior | Boris Tessmann     |
| Steve Spelberg         | Lee Montgomery       | Tim Knauer         |
| Margaret Nicholson     | Jessica Walter       | Heidi Berndt       |
| Weitere Darsteller     |                      |                    |
| Ross                   | Lou Wagner           |                    |
| Murph                  | Arthur Batanides     | Klaus Nietz        |
| Motel-Manager          | Darrell Zwerling     |                    |
| Gerichtsmediziner      | John Zaremba         | Frank Straass      |
| Polizist in Zivil      | Ed Fury              | Thomas Schüler     |

## Rezeption
Die Fernsehzeitschrift TV Spielfilm vergab eine positive Wertung (Daumen hoch): „Gewitztes Duell zweier Großhirne.“
Der Autor Michael Striss wertete mit drei von vier Sternen (sehr empfehlenswert). Er lobte das Skript und die gesamte Besetzung: „Das Drehbuch der drei »Columbo«-Experten Bochco, Hargrove und Kibbee besticht weniger durch die Krimihandlung als durch eine überdurchschnittliche Anzahl von interessanten Dialogen auf Nebenschauplätzen. Dazu gehört neben der hervorragenden Szene in der Hundeschule auch der »in-joke« mit dem jungen Genie, das auf den Namen »Steve Spelberg« hört. […] Steve ist auch der gelungenste Witz dieser Episode zu verdanken: Der Frisörssohn wollte wie alle Kinder einmal Polizist werden. »Warum konntest du es nicht werden«, fragt Columbo naiv. »Ich war zu klug dazu.« Eine hochkarätige Darstellerriege mit Ferrer, Walker, Ayres, Walter, Zaremba und Hall sorgt zusätzlich für Qualität.“
Auch Autor Mark Dawidziak zeigte sich begeistert: „Als eine Idee, die zuerst Steven Bochco (nach einer Geschichte von Robert Specht) skizzierte, wurde Teuflische Intelligenz von Hargrove und Kibbee auf schöne Weise ausgearbeitet. Ohne den Film auf die gefürchtete Zwei-Stunden-Grenze ausdehnen zu müssen, lieferte Regisseur Alf Kjellin eine stramme Mischung aus Kriminalgeschichte und Komik. Die Gastbesetzung ist eine der besten der Serie. José Ferrer spielt den genialen Kopf in einem Volk von Genies und zeigt eine herrliche Verachtung für den Werktätigen Columbo.“ In Bezug auf das abgebrannte Streichholz im Aschenbecher stellte Peter Falk fest: „Oh ja, tolles Indiz. Wirklich tolles Indiz. Das ist eines der wenigen, das wirklich herausragt.“